# Cud źródła
Cud źródła (hiszp. El milagro del pozo) – obraz hiszpańskiego malarza barokowego Alonsa Cano, namalowany ok. 1646–1648 lub 1638–1640. Znajduje się w madryckim Muzeum Prado.

## Powstanie obrazu
Obraz został stworzony dla ołtarza głównego kościoła Santa Maria de la Almudena w Madrycie na zlecenie hiszpańskiej królowej Elżbiety, żony Filipa IV. Stamtąd został przeniesiony do klasztoru Bernardas del Santisimo Sacramento w Madrycie. Przez współczesnych okrzyknięty arcydziełem, w późniejszych czasach został zapomniany. W 1941 roku uszkodzony obraz trafił do muzeum Prado.
Temat obrazu został zaczerpnięty z legendy o życiu św. Izydora Oracza. Jej częścią jest historia nieszczęśliwego wypadku, jaki przytrafił się jego synowi, który wpadł do studni. Wokół źródła wody zebrała się cała rodzina, Izydor począł się modlić i wówczas poziom wody zaczął się podnosić, wynosząc dziecko na powierzchnię.

## Opis obrazu
Kompozycja malowidła dzieli je na dwie części: z prawej strony, na niewielkiej przestrzeni, artysta grupuje kilka postaci, by z lewej umieścić postać św. Izydora trzymającego w ręce różaniec. Na nim skupiona jest uwaga, na wpół przysłoniętej matki trzymające uratowane dziecko. Za nią, po prawej stronie, stoją dwie kobiety zwrócone ku sobie, wyraźnie zaaferowane cudem. Grupę postaci uzupełniają sylwetki dwójki dzieci, bawiące się wylewającą się ze studni wodą oraz pijący ją pies.       
Alonso Cano, dzięki takiej kompozycji przedstawił dwa momenty legendy: uratowanie dziecka i uznanie świętości św. Izydora przez kobiety. Postać świętego jest wyizolowana, przedstawiony jest w sposób, w jaki maluje się portrety, wydaje się niemal niezaangażowany w wydarzenia. Jego postać cechuje pewna monumentalność. Malarz wykorzystał i zestawił barwy, które już u współczesnych mu zyskały uznanie: ciepłe brązy i zielone tony dopełnił barwami pomarańczy i czerwieni. Ostre kontury zastąpił modelunkiem światłocieniowym (chiaroscuro) z licznymi rozbłyskami światła i refleksami; postacie ukazane zostały w bardzo realistyczny sposób, przez co cud nabiera charakteru zwyczajnego zdarzenia.